# فين بينيت
فين بينيت (بالإنجليزية: Finn Bennett؛ مواليد 1999) هو ممثل أيرلندي بريطاني.

## وصلات خارجية
- فين بينيت على موقع IMDb (الإنجليزية)